# Ibrahim Šehić
Ibrahim Šehić (* 2. září 1988) je bosenský fotbalový brankář, který v současnosti působí v saúdskoarabském klubu Al Khaleej a v bosenské fotbalové reprezentaci. Mimo Al Khaleej hrál např. i za bosenský Željezničar Sarajevo nebo za turecký klub Mersin İdmanyurdu.

## Reprezentační kariéra
V bosenském reprezentačním A-mužstvu debutoval 17. 11. 2010 v přátelském utkání proti reprezentaci Slovenska (porážka 2:3).